# 정화택주
정화택주(靜和宅主, 생몰년 미상)는 고려의 왕족이다. 강종의 서녀로, 훗날 최충헌의 부인이 되었다.

## 생애
강종의 서녀로, 성은 왕, 본관은 개성이다. 《고려사》〈열전〉최충헌 편의 "최충헌이 강종의 서녀를 부인으로 맞아들였다."는 기록으로 그녀의 존재를 확인할 수 있으나, 그녀의 어머니 등에 대한 기록은 전무하다.
1214년(고종 원년) 음력 1월 최충헌의 또 다른 처 임씨와 함께 택주에 책봉되어 정화택주(靜和宅主)가 되었다. 한편 택주라는 호칭은 왕녀에게만 쓸 수 있는 호칭이었는데, 최충헌의 처 임씨는 이 때 왕녀가 아님에도 수성택주(綏成宅主)의 호를 받았다.
이후의 생애에 대한 기록은 없으며, 호는 정화택주(靜和宅主)이다.

## 가족 관계
- 아버지 : 고려 제22대 왕 강종 (康宗, 1152~1213, 재위:1211~1213)
- 어머니 : 미상
  - 남편 : 최충헌 (崔忠獻, 1149~1219)
    - 아들 : 최구(崔衢)
    - 아들 : 조계종(曹溪宗) 승려로 출가, 최충헌 묘지명에는 조계종 승려로 출가했다 하며 이름은 전하지 않는다.